# Музей сучасного мистецтва (Лінц)
Лінцьский музей сучасного мистецтва або Лентос (нім. Lentos Kunstmuseum Linz) — музей сучасного мистецтва у австрійському місті Лінці, діючий від травня 2003 року.

## Загальні дані
Музей сучасного мистецтва в Лінці розташований за адресою:
Ернст-Кореф-променад (Ernst-Koref-Promenade), буд. 1, м. Лінц—4020 (Австрія).
При музеї працюють бібліотека, ресторан, освітній центр.
Заклад працює по середах, і від п'ятниці до понеділка — від 10:00 до 18:00, у четвер — від 10:00 до 22:00.
Директор музею — Стелла Роліг (Stella Rollig).

## Історія
Музей «Лентос» є правонаступником Нової галереї Лінца, створеної після Другої світової війни на основі колекції Вольфганга Гурлітта, що включала в себе твори Егона Шіле, Оскара Кокошки та Еміля Нольде.
2003 року майстернею «Weber & Hofer» було зведено нову будівлю музею, й він дістав свою сучасну назву.

## Фонди
Музейна колекція Музею сучасного мистецтва в Лінці становить 10 000 картин, 850 фотографій, 1 500 скульптур та інших об'єктів.
Найбільш ранні об'єкти зібрання музею відносяться до 1-ї половини XIX століття. З пізніших художників представлені: Карел Аппел, Енді Ворхол і Готфрід Гельнвайн.
Колекція постійно поповнюється, експозиція — оновлюється.